# 알마냐: 나의 가족 나의 도시
《알마냐: 나의 가족 나의 도시》(독일어: Almanya - Willkommen In Deutschland)는 2011년에 개봉한 독일의 영화이다.

## 줄거리
1950년대부터 꾸준히 남유럽 노동자들이 유입되는 독일 상황에서 '후세인'은 터키 동남쪽 작은 마을인 아나톨리아 출신 터키인으로서 독일로 노동을 하러 간 이방인이다. 그는 터키에 있는 부인과 아이들을 데리고 낯선 독일땅에 정착하여 살게 된다. '후세인'가족의 독일 땅에서의 삶은 모든 것이 낯설기만 하다. 시간이 흘러 '후세인'의 자식들 역시 부모가 되어 자식을 갖게 된다. '후세인'의 손자 '첸크'는 이민 3세대로서 터키어를 전혀 못하고 자신이 독일인인지 터키인인지에 대해 정체성의 혼란을 겪는다. 한편, '후세인'의 손녀 '카난'은 영국인 남자와 동거 중 아이를 갖게 되어 가족들에게 이 사실을 어떻게 전해야 될 지 고민에 빠진다. 어느날 온 가족들이 모인 자리에서 '후세인'은 자신이 터키 고향에 집을 샀다며 함께 여행을 가자고 말한다. '후세인'은 백만 한 번째 이주노동자로서 모든 독일 국민과 총리 앞에서 연설을 제안 받는다. 터키로의 여행 중 '후세인'은 고향에 대한 옛 향수를 느끼며 자신이 터키인임을 확인하는 귀중한 시간을 보낸다. 아나톨리아로의 여행 중 '카난'은 할아버지 '후세인'에게 자신의 임신 사실을 용기 내어 밝힌다. 할아버지 '후세인'은 부부가 서로 사랑하고 존중하면 된다며 '카난'을 안심시킨다. 그러나 모든것이 좋을 것만 같았던 여행 중 불행히도 '후세인'은 갑작스럽게 사망하게 된다. 가족들은 '후세인'의 죽음을 애도하며 독일 땅이 아닌 고향인 튀르키예에서 '후세인'의 장례식을 치르기 위해서 힘쓴다. 가족들의 뜻대로 장례식은 '후세인'의 고향에서 치르고 가족들은 '후세인'이 사놓았다는 집에 도착하나 그 곳엔 문 하나만 놓여 있는 텅 빈 집터이다. 가족들은 텅 빈 집터를 바라보며 당황하나 그 곳에서 마을 사람들에게 음식을 대접한다. '후세인'의 아들 '무하메드'는 남아서 집을 완성하기로 다짐하고 그곳에 남는다. 죽은 '후세인'을 대신해 손자인 '첸크'가 벨뷔궁에서 모든 독일 국민 앞에서 연설을 하게 된다. '후세인'의 죽음을 가족들은 그들 나름대로 받아들이면서 가족의 의미와 정체성을 새롭게 깨닫게 된다.

## 출연진
- 아일린 테젤 - 카난 役[2]
- 베다트 에린킨 - 후세인 役
- 파리 외귄 야딤 - 어린 후세인 役
- 릴레이 호저 - 파트마 役
- 데멧 귈 - 어린 파트마 役
- 아이컷 카야킥 - 벨리 役
- 아이칸 바다르 - 어린 벨리 役
- 에르칸 카라카일 - 무하메드 役
- 칸 아이도그두 - 어린 무하메드 役
- 질 엘로글루 - 레일라 役
- 알리야 아르툭 - 어린 레일라 役
- 페트라 슈미트-쉘러 - 가비 役
- 데니스 모스치토 - 알리 役

## 평가
알마냐는 2011년 2월 12일 베를린 영화제에서 프리미어를 선보여 관객들의 박수갈채를 받았다. 베를린 영화제에서의 상영을 통해 세계적으로도 전 세계 영화 팬들의 큰 관심을 받았다. 2011 베를린 영화제 상연에서 전반적으로 “유쾌하고 감동적으로 이민자 가족에 대해 풀어낸 영화”라는 좋은 평가를 관객들로부터 받았다. “Alles aus Zucker!” 베를린 영화제에서 영화가 독일인과 유대인의 관계를, “Good Bye, Lenin!” 영화가 동독과 서독의 관계를 잘 나타내듯이 알마냐 영화는 독일과 터키의 관계를 잘 녹여냈다는 관객들의 평가를 받는다.
좋은 연기와 시기 적절함에 관한 칭찬 외에도 많은 비평가들은 이 영화의 코미디 요소에 대해 언급한다. Spiegel 지는 "Samdereli 자매가 터키계 독일인에 관한 편견을 위트 있게 깨부쉈다”고 평가한다. epd Film은 이 영화의 관점 포인트는 전형적인 갈등과 등장인물, 고정관념에 대해 얘기하는 서술방식의 독창성에 있다고 평한다. 하지만 대부분의 평론가들은 또한, 영화의 끝 부분이 아이의 시선을 통해 서술되면서 중간 세대의 내적 갈등은 언급하지 않은 채 지나치게 감성적이고 포용적으로 “이상적인 가족 이야기”를 다룬다고 지적한다. 영화가 표면적인 유머만을 보여주며 아무도 거슬리게 하지 않고 더 깊은 주제 의식에 대해 다루고 싶어하지 않는다는 것이다.
Tagesspiegel과 Süddeutsche Zeitung 신문은 현실에서 종종 발생하는 명예살인이나 급진적 이슬람주의 같은 문제를 미화 혹은 해명한다는 점에서 이 영화를 비판할 수 있지만, 사람들이 심각한 문제를 다룬 영화를 보는 것보단 잘 동화된 이민자에 관한 코메디 영화를 보는 것을 더욱 편하게 생각한다고 결론 내린다. Tagesspiegel의 Jan Schulz-Ojala는 이렇게 아주 신나고 자유로운 시선은 영화계에서 신선하다고 말하며 한 사람의 그리움을 경험적인 이야기로 잘 풀어낸 것이 사람들의 마음을 울렸다고 영화의 성공비결을 설명한다. Süddeutsche Zeitung의 Susan Vahabzadeh은 또한 이 영화가 이민자 통합 문제에 대해 심각하게 생각하지 않는 이민자들도 있다는 사실을 상기시켜주기 때문에 단순히 풍자 코미디가 아니라는 사실로 이 영화를 비판하는 것은 정당하지 못한다고 말한다.

## 개봉실적
2011년 3월 10일 처음으로 209개의 독일 극장에서 독일어 버전과 터키어 버전을 개봉했다. 개봉 첫 주에 130,000명의 관객을 모으며 영화차트 5위에 올랐다. 몇 주 후 좋은 성적을 거두며 3위로 올라갔고 그 후 4주 동안 1만명 이상의 관객을 모았다. 개봉 후 13주 연속으로 차트 10위 권에 머물렀다. 2011년 말까지 1,43 만명의 관객을, 2013년 말까지는 총 1,502,548명의 관객을 모았다. 또한 개봉 후 3년까지 관객수 기준 독일영화 100선 안에 들었다. 그 외에도 오스트리아, 스위스, 터키, 이탈리아, 스페인, 프랑스, 그리스, 이스라엘, 베네룩스, 한국, 대만 등의 나라에서 개봉되었다.

## 수상기록
- 2011 German Film Award Deutscher Filmpreis for Best Script in Gold and Best Film in Silver[15]
- 2011 Chicago International Film Festival - Best Narrative Feature
- 2012 German Film Critics Association Awards - Best Screenplay, Best Feature Film Debut
- 2011 Guild of German Art House Cinemas - German Film (Deutscher Film)